# Aethecerus nigellus
Aethecerus nigellus är en stekelart som först beskrevs av Berthoumieu 1904.  Aethecerus nigellus ingår i släktet Aethecerus och familjen brokparasitsteklar. Inga underarter finns listade i Catalogue of Life.